# 姆利諾克 (邵爾斯區)
51°59′42″N 31°59′42″E / 51.99500°N 31.99500°E
姆利諾克（烏克蘭語：Млинок），是烏克蘭北部的村莊，隸屬切爾尼希夫州的科留基夫卡區。該村面積16平方公里，海拔高度124米，2001年人口37，人口密度每平方公里2.31人。